# 크리스마스에 기사가 올까요?
《크리스마스에 기사가 올까요?》(영어: The Knight Before Christmas)는 2019년 넷플릭스에서 공개된 미국의 크리스마스 로맨틱 코미디 영화이다. 크리스마스에 14세기 잉글랜드 기사가 미국에 와서 주인공과 사랑에 빠진다는 내용이다. 버네사 허전스, 조시 화이트하우스, 에마뉘엘 슈리키가 출연하고, 모니카 미첼이 감독을 맡았다.
촬영은 2019년 4월과 5월 사이에 캐나다 온타리오주 어릴리아와 브레이스브리지에서 이뤄졌으며 아일랜드 털러모어에 위치한 찰리빌성이 노리치성으로 등장하였다.

## 줄거리
1334년 12월 18일. 잉글랜드 노리치의 기사 콜 라이언스 경은 에드워드 3세로부터 크리스마스 이브에 기사 서훈을 받을 예정이다. 콜은 동생 제프리와 매 사냥을 나섰을 때 숲속에서 어떤 노파를 만난다. 노파는 콜이 수행을 떠나 목표를 찾아 진정한 기사가 될 것이라면서 파란 메달을 건네고 사라진다. 메달을 받아든 콜은 어디론가 이동을 하게 된다. 콜이 이동한 곳은 2019년 같은날의 미국 오하이오의 브레이스브리지라는 작은 마을. 별세계에 떨어져 어리둥절한 콜은 브룩과 부딪친다.
초등학교 과학 교사인 브룩은 전 남친 제임스가 바람이 나서 그와 헤어진 후 운명적인 사랑에 회의감을 갖고 있다. 브룩은 언니의 부탁으로 조카딸 클레어와 크리스마스를 일주일 앞두고 거리를 걷다가 콜의 갑옷에 핫초코를 흘려 사과하고 콜은 예법을 갖춰 받아들인다. 밤이 되어 마을에 폭설이 몰아치고 차를 몰고 집에 가던 브룩은 이번에는 차로 콜을 친다. 사고를 발견하고 달려온 스티븐스 경관의 도움을 받아 브룩은 콜을 병원으로 보낸다. 콜이 14세기 기사라고 믿는 기억 상실자라고 생각한 브룩은 갈 곳 없는 콜을 집에 들여 재우기로 한다.
브룩의 집에서 자동차나 냉장고, 스피커, 텔레비전 등 현대 문물을 접한 콜은 금세 빠져든다. TV를 보느라 밤을 새운 콜은 크리스마스 행사 준비로 바쁜 브룩을 꾀어 같이 TV를 보기도 한다. 이윽고 노파가 말한 수행의 의미를 찾기 위해 브룩의 차를 끌고 시내에 나가지만 별 소득이 없다. 브룩은 언니 매디슨에게 콜을 소개해주고 콜은 클레어와 놀아주며 친해진다. 매디슨은 콜을 정신이 이상한 것만 빼면 괜찮은 남자라고 평가한다.
브룩과 콜은 크리스마스 이브에 열 파티를 위해 빵을 준비하는데, 매디슨으로부터 클레어가 친구 릴리와 놀다가 사라졌다는 다급한 연락이 온다. 둘은 곧바로 매디슨에게 가서 클레어가 사라진 숲속으로 향한다. 클레어는 빙판이 된 호수 위에 갇힌 상태였다. 콜은 클레어를 안심시키고 엎드리게 해서 안전하게 구해낸다. 매디슨 부부는 물론이고 스티븐스 경관까지 콜을 칭찬하고 콜은 다른 사람들을 돕는 일에 기쁨을 느낀다.
크리스마스 이브 파티 날, 릴리의 아버지가 형편이 어렵다는 이야기를 들은 콜은 마을 사람들의 성금을 모아 릴리 남매에게 선물과 금전적 지원을 해준다. 기사 갑옷을 입고 아이들과 놀아주던 콜에게 이웃집 앨리슨이 찾아와서 겨우살이 줄기를 주면서, 이 나무 아래 있게 된 연인은 키스를 해서 불운을 막는다는 전설을 이야기해준다. 콜은 브룩을 생각하고 그녀를 불러 키스한다. 그때 노파에게서 받았던 메달이 빛나고, 콜은 노파가 했던 말들의 의미를 깨닫고 자신의 수행이 끝났음을 안다. 브룩에게 아쉬운 작별인사를 하고 자신이 처음 마을로 이동했던 장소로 가서 사라진다. 콜을 떠나보낸 브룩은 자기가 콜을 진실되게 사랑했음을 깨닫고 눈물로 이브 날 밤을 보낸다.
원래 시간대로 돌아간 콜은 동생 제프리를 만나 안부를 전하고, 남을 도우며 살라는 깨달음을 제프리에게 말한다. 제프리는 형이 사랑을 찾았음을 눈치채고 자신은 신경쓰지 말고 사랑을 찾으라고 조언한다. 콜은 다시 숲으로 돌아가서 노파를 찾고, 노파는 콜의 마음을 인정하고 그를 현대로 돌려보낸다.
크리스마스 아침 클레어는 갖고 싶었던 강아지 선물을 받는다. 매디슨 부부는 강아지를 선물한 적이 없어서 의아하게 여기지만 브룩은 기적은 얼마든지 일어날 수 있다고 말한다. 브룩이 클레어 가족과 함께 시내로 놀러갔을 때, 갑옷을 입은 콜이 나타난다. 콜은 브룩과 함께 이곳에서 살아가기로 한 결심을 밝히고 둘은 진정한 사랑의 결실을 맺는다.

## 출연
- 버네사 허전스 - 브룩 윈터스 역
- 조시 화이트하우스 - 콜 크리스토퍼 프레더릭 라이언스 경 역
- 에마뉘엘 슈리키 - 매디슨 역
- 해리 자비스 - 제프리 알렉산더 에드워드 라이언스 경 역
- 엘라 케니언 - 노파 역
- 아널드 피넉 - 스티븐스 경관 역
- 장미셸 르갈 - 데이비드 역
- 미미 지어노풀로스 - 앨리슨 역
- 이저벨 프랭카 - 클레어 역
- 셔니스 존슨 - 페이지 역
- 닐 배브콕 - 제임스 역

## 우리말 녹음
성우진
- 한경화 - 브룩
- 신용우 - 콜
- 조현정 - 클레어
- 정주원 - 제프리
- 안소이 - 매디슨
- 엄현정 - 할멈
- 유동균 - 데이비드
- 사성웅 - 스티븐스
- 홍수정 - 앨리슨

번역은 김윤희.

## 같이 보기
- 크리스마스 영화 목록